# Buslijn 91 (Kortrijk)
Buslijn 91 in Kortrijk is een voorstadslijn die het Station Kortrijk verbindt met Zwevegem. Samen met de lijnen 92 en 93 vormt zij de voorstadslijn 9. Hierbij vormt deze lijn een belangrijke verbinding tussen de binnenstad, de wijken Soetens Molen en Sion en het zuidoosten van het stedelijk gebied waartoe Zwevegem ook behoort. De lijn rijdt vervolgens verder naar Heestert en Avelgem. De lijn komt onder meer voorbij het winkelcentrum K in Kortrijk, de rijkswachtkazerne, gaat doorheen de Oudenaardsesteenweg, steekt de R8 over en gaat vervolgens door naar Zwevegem, Heestert en Avelgem.

## Kleur
De kenkleur van deze lijn is lichtblauw met zwarte letters.